# 2S19
Die 2S19 Msta-S (russisch 2С19 Мста-С) ist eine in der Sowjetunion entwickelte Panzerhaubitze. Sie wurde 1989 bei der Sowjetarmee eingeführt und ist nach dem westrussischen Fluss Msta benannt.

## Entwicklung
Die Entwicklung der 2S19 begann 1980 unter der Bezeichnung Objekt 316. Mit der 2S19 sollten die Panzerhaubitzen 2S1 Gwosdika und 2S3 Akazija ersetzt werden. Bei der Entwicklung griffen die Entwickler bei Uraltransmasch (heute Teil von Uralwagonsawod) auf den Entwurf Objekt 327 zurück. Der erste Prototyp war 1983 bereit und wurde bis 1984 getestet. Nachdem der Entwurf nachgebessert worden war, erfolgte 1986 die Truppenerprobung mit sechs Panzerhaubitzen. Im Jahr 1989 wurden die ersten 2S19 an die Sowjetarmee ausgeliefert. Zum ersten Mal wurde die 2S19 auf der Luft- und Raumfahrtausstellung MAKS in Schukowski im August 1992 und dann auf der Wirtschaftsmesse IDEX-93 in Abu Dhabi der Öffentlichkeit vorgestellt. Im Jahr 1992 betrug der Preis für eine 2S19 rund 1,6 Mio. US-Dollar.

## Varianten
- 2S19 Msta-S: 1. Serienversion aus dem Jahr 1989.[3]
- 2S19M Msta-M: Auch 2S30 Iset und 2S33 bezeichnet. Prototypen aus den späten 1990er und 2000er Jahren. Ausgerüstet mit 2A79-Haubitze mit vergrößerter Ladungskammer. Schussdistanz mit Sprenggranaten mit Raketenantrieb zwischen 36 und 40 km. Vorläufer der 2S35 Koalizija-SW.
- 2S19M1-155 Prototyp aus den späten 1990er-Jahren für den Export. Ausgerüstet mit einem L/52-Geschütz mit Kaliber 155 mm.[4]
- 2S19M1 Msta-SM: Nachgerüstete 2S19 Msta-S aus dem Jahr 2008. Mit verbesserter Funkanlage, digitaler Feuerleitanlage, Hilfstriebwerk und abgeänderter 2A64M-Haubitze.[5]
- 2S19M2 Msta-SM2: Version aus dem Jahr 2012. Mit verbessertem Motor und Getriebe, Navigationssystem und neuer Feuerleitanlage mit MRSI-Fähigkeit. Ausgerüstet mit verbesserter 2A64M2-Haubitze mit abgeändertem Ladeautomat und vergrößerter Schusskadenz.[6][7][8]

## Technik

### Fahrzeug

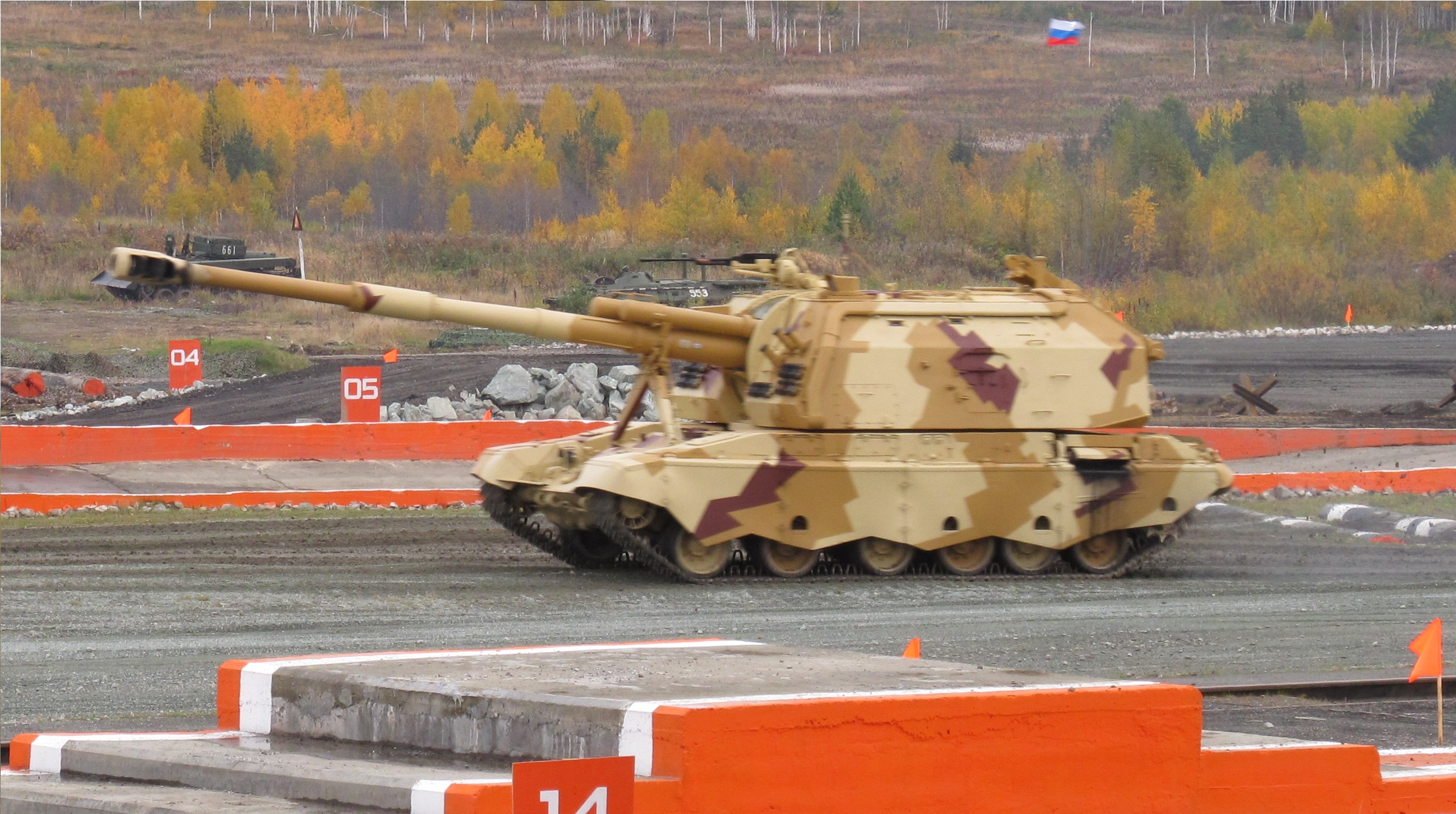
2S19M2 Msta-SM2

Der Aufbau der 2S19 entspricht dem einer klassischen Panzerhaubitze mit einer Fahrzeugwanne und einem Waffenturm. Im Aufbau ähnelt die 2S19 der französischen Panzerhaubitze AMX-30 AuF1. Das Kettenfahrgestell beruht auf dem T-80-Kampfpanzer und die Wanne besteht aus geschweißtem Panzerstahl mit einer maximalen Materialstärke von 16 mm. Diese bietet Schutz vor Granatsplittern und dem Beschuss aus Infanteriewaffen. Die 2S19 wiegt in gefechtsbereitem Zustand rund 42 Tonnen. Das Fahrzeug ist 11,92 m lang (Geschütz in 12-Uhr-Stellung), 3,58 m breit und 2,99 m hoch. Die 2S19 verwendet ein drehstabgefedertes Stützrollenlaufwerk. Dieses besteht aus sechs doppelt gummibereiften Laufrädern auf jeder Seite, wobei sich das Antriebsrad hinten und das Leitrad vorne befindet. Die Bodenfreiheit beträgt 435 mm. Der Motor befindet sich im Wannenbug. Verwendet wird der flüssigkeitsgekühlte 12-Zylinder-Viertakt-Vielstoffmotor W-84-1, der vom Kampfpanzer T-72 entstammt. Weiter ist am Turm ein AP-18D-Hilfstriebwerk mit 520 PS (382 kW) verbaut. Mit diesem kann die Panzerhaubitze auch betrieben werden, wenn der Dieselmotor abgeschaltet ist. Das manuell geschaltete Umlaufrädergetriebe hat 7 Vorwärts- sowie 1 Rückwärtsgang. Das Fahrzeug verfügt über ABC-Schutz. An der Fahrzeugfront befindet sich eine hydraulische Räumschaufel. Zur Selbstverteidigung ist rechts auf dem Turmdach, auf einer ZPU-5-Drehlafette ein 12,7-mm-NSWT-Maschinengewehr mit 300 Schuss montiert. Weiter ist an der Turmfront eine Nebelmittelwurfanlage mit sechs Wurfbechern verbaut.
Auf der Straße beträgt die Höchstgeschwindigkeit 60 km/h und der Fahrbereich 500 km. Das Fahrzeug kann Steigungen von 47 % und 0,5 m hohe Hindernisse überwinden. Die maximal zulässige Querneigung liegt bei 36 %. Die Bodenfreiheit beträgt 43,5 cm und die Grabenüberschreitfähigkeit liegt bei maximal 2,8 m. Das Fahrzeug kann Gewässer bis zu einer maximalen Tiefe von 1,5 m durchfahren. Mit einem aufgesetzten Schnorchel sind Unterwasserfahrten mit maximal 5 m Tiefe möglich.
Der Fahrerplatz befindet sich vorne in der Wanne und der Rest der Besatzung ist im hinteren Teil des Fahrzeuges im Waffenturm untergebracht. Das Auf- und Absitzen der Besatzung erfolgt durch vier Luken auf dem Wannen- und Turmdach sowie durch zwei Türen an den Turmseiten.

### Geschütz
Im Waffenturm ist die 152-mm-Haubitze 2A64 verbaut. Dies ist eine abgeänderte Ausführung der 2A65 Msta-B mit 47 Kaliberlängen (L/47) und einem Rauchabsauger. Der Seitenrichtbereich des Waffenturmes beträgt 360° und der Höhenrichtbereich der Haubitze liegt bei −3 bis +68°. Der Turm wird in der Horizontalen hydraulisch und das Geschützrohr in der Vertikalen von einem Elektromotor gerichtet. Bei der Rohrwiege sind am Geschützrohr zwei hydropneumatische Rohrbremsen und Rohrvorholer montiert. Etwa in der Mitte des Geschützrohres ist ein Rauchabsauger verbaut. Am Rohrende ist eine Mehrkammer-Mündungsbremse angebracht, die den Rückstoß mindert. Das Geschütz verwendet einen vertikalen Keilverschluss. Mit dem Geschütz wird eine halbautomatische Ladeautomatik verwendet. Für diese sind im Turmheck zwei horizontale Trommelmagazine für 50 Geschosse und die dazugehörigen Treibladungskartuschen verbaut. Die Ladeautomatik entnimmt aus dem Magazin ein Geschoss und führt dieses in den Verschlussblock. Derweilen legt der Ladeschütze eine aus dem Magazin entnommene Treibladungskartusche in die Ladeschale neben der Ladeautomatik. Danach wird auch diese zusammen mit dem Treibladungsanzünder geladen und zugeführt. Außen am Turmheck ist ein Förderband montiert, welches zum Boden abgesenkt werden kann. Von außerhalb des Fahrzeuges können damit Geschosse und Treibladungskartuschen ins Fahrzeuginnere transportiert werden. Damit können die Geschosse während des Schießbetriebs auch direkt zur Ladeautomatik zugeführt werden.
Mit Hilfe der Ladeautomatik ist eine Schussfolge von 7–8 Schuss pro Minute möglich. Somit kann eine Batterie mit sechs 2S19 Panzerhaubitzen innerhalb einer Minute rund 2,1 Tonnen Munition ins Ziel bringen. Wird die Munition mit dem Förderband von außerhalb des Fahrzeuges zugeführt, beträgt die Schussfolge 5–6 Schuss pro Minute. Bei einem Ausfall der Ladeautomatik ist ein manuelles Laden möglich, dabei reduziert sich die Schussfolge auf 3–4 Schuss pro Minute.

### Munition

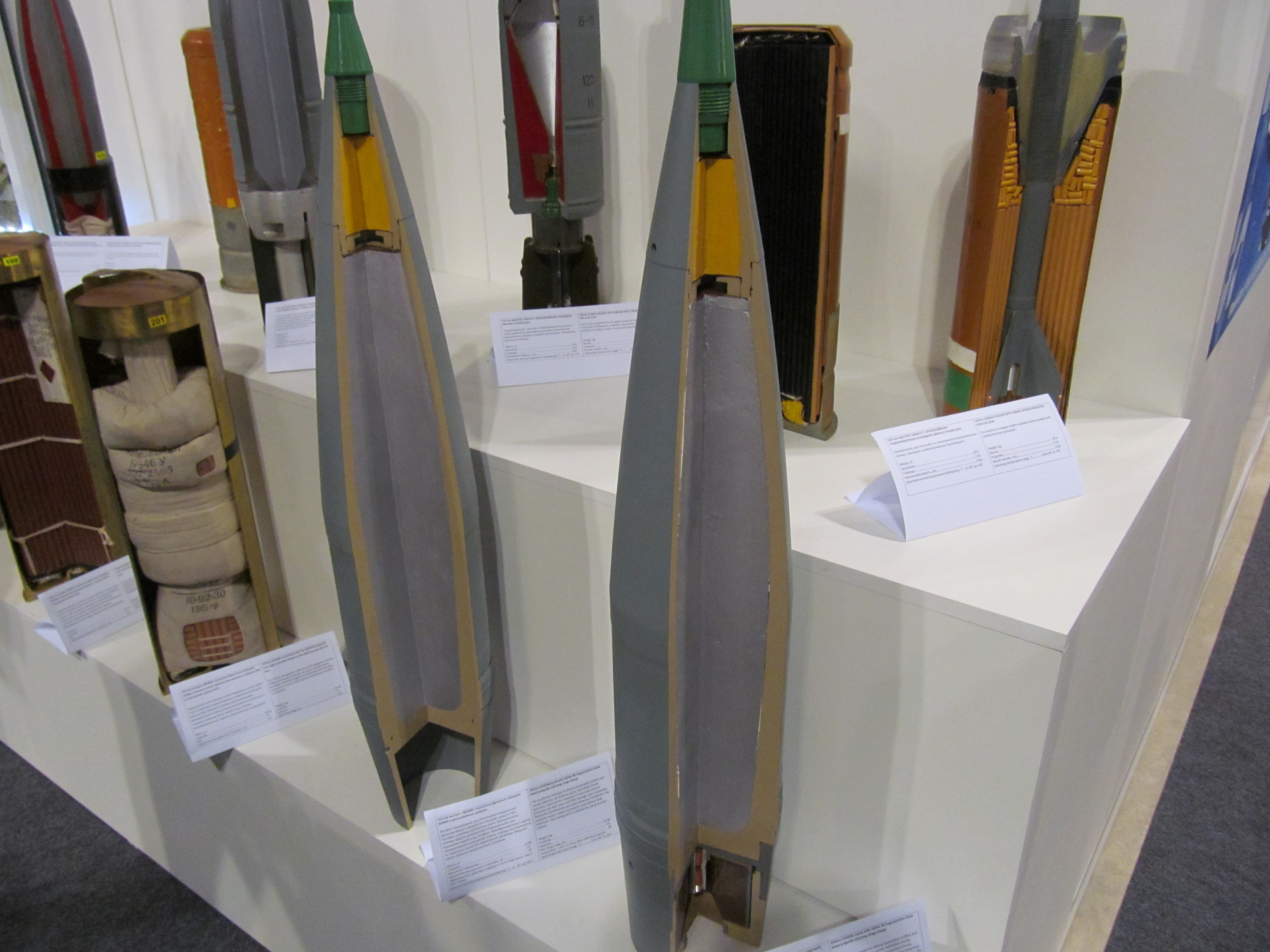
3OF64-Granate links und 3OF61-Granate rechts

Die 2S19 verwendet dieselbe Munition wie die 2A65 Msta-B. Diese Munition wurde speziell für diese beiden Geschütze entwickelt (siehe Munition für die 2A65 Msta-B). Dabei kommt halbgetrennte Munition mit Kartuschen aus Messing zur Anwendung. Die Kartuschen werden vor dem Ladevorgang mit Treibladungsbeuteln bestückt. Beim Ladevorgang wird die beladene Kartusche auf das Geschoss aufgesteckt. Nach der Schussabgabe wird die leere Kartusche an der Turmfront nach außen ausgeworfen und kann neu beladen werden. Mit der Standard-Sprenggranate 3OF45 wird eine Schussdistanz von 24,7 km erreicht. Mit der 3OF61-Sprenggranate mit Base-Bleed beträgt die maximale Schussdistanz 28,9 km. Mit der präzisionsgelenkten Artilleriegranate vom Typ 3OF39 Krasnopol beträgt die Schussdistanz 25 km. Daneben kann die 2S19 auch die ältere Munition der D-1, D-20 und ML-20 verschießen.

### Richtmittel und Feuerleitanlage
Im Waffenturm sind die Richtmittel sowie die Visiereinrichtung verbaut. Für indirektes Feuer wird die 1P22-Visieranlage verwendet und mit dem 1P23-Zielfernrohr können Ziele im Direktschuss bekämpft werden.
In der 2S19 ist die Feuerleitanlage vom Typ ASUNO verbaut. Diese besteht aus einem Kreiselkompass, Geräten zur geodätischen Ortsbestimmung, einem Ballistik-Computer sowie dem 1W124-System zur automatischen Waffenführung. Letzteres richtet z. B. das Geschütz nach jedem Schuss automatisch wieder in die Ursprungslage zurück. Später wurden die Fahrzeuge mit einer verbesserten Feuerleitanlage mit einem GLONASS/GPS-Empfänger nachgerüstet. Diese Fahrzeuge können autonom und in kleinen Einheiten operieren. In der Feuerleitanlage können bis zu zehn Feueraufträge gespeichert werden. Die Feuerleitanlage ist über die 1W222-Einheit an das automatisierte Artillerieführungssystem Falzet-M angebunden.
Die 2S19 kann aus der Fahrt innerhalb rund drei Minuten den Feuerkampf aufnehmen. Nach Beendigung des Feuerauftrages kann innerhalb von rund einer Minute die Stellung wieder verlassen werden. Die Feuerleitanlage ermöglicht es, innerhalb rund 30 Sekunden nach Eingang des Feuerauftrages über einen Datenlink das Feuer zu eröffnen.

## Gefechtsgliederung
Bei den russischen Streitkräften werden die 2S19 in den mot. Schützendivisionen sowie in den Artillerieabteilungen der Panzerbrigaden und motorisierten Schützenbrigaden eingesetzt. Daneben wird die 2S19 auch in Bataillonskampfgruppen verwendet. Eine 2S19-Artillerieabteilung besteht aus 3–4 Batterien, eine Batterie besteht aus 4–6 Panzerhaubitzen sowie einem Batterie-Kommandoposten mit der Bezeichnung „OBAK“ in einem BTR-80. In diesem sind die Artillerieführungssysteme „Falzet-M“ und „Kapustin“ installiert.

## Kriegseinsätze

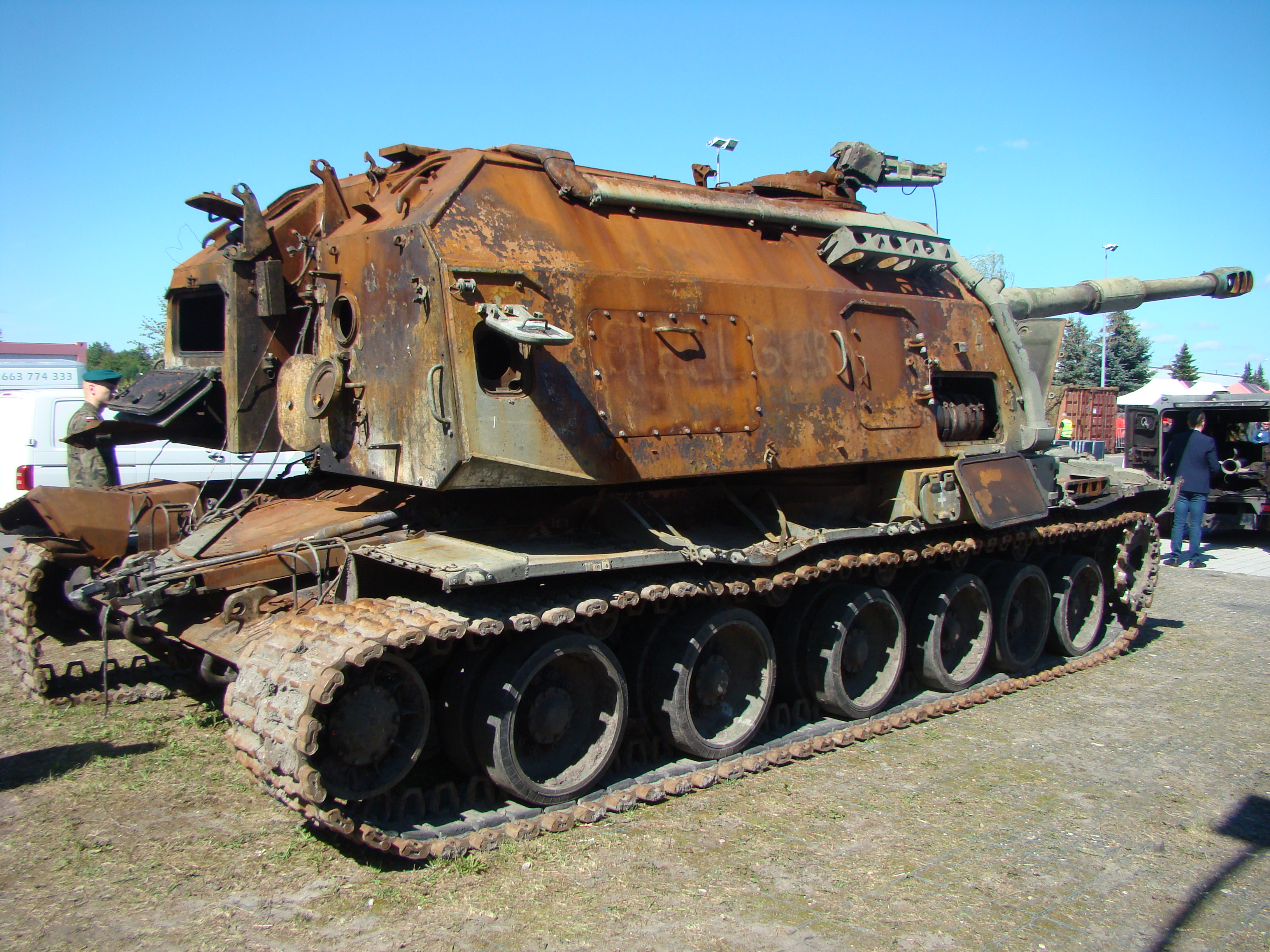
Zerstörte 2S19 Msta-S auf der Verteidigungsindustrieausstellung 2022 in Polen

### Tschetschenienkriege
Die Streitkräfte Russlands setzten die 2S19 während den Tschetschenienkriegen ein.

### Eritreisch-Äthiopischer Krieg
Im Eritreisch-Äthiopischen Krieg wurde die 2S19 von den Äthiopischen Streitkräften eingesetzt.

### Kaukasuskrieg 2008
Die Streitkräfte Russlands setzten die 2S19 im Kaukasuskrieg 2008 ein.

### Russisch-Ukrainischer Krieg
Im Russisch-Ukrainischen Krieg setzen sowohl die Streitkräfte Russlands wie auch die ukrainischen Streitkräfte die 2S19 ein. Gemäß OSINT-Analysen des Militär-Blogs Oryx, soll Russland bis im Sommer 2024 mindestens 205 2S19 und die Ukraine mindestens 5 2S19 verloren haben.

## Nutzerstaaten
- Aserbaidschan – 18
- Äthiopien – 20
- Belarus – 13
- Georgien – 1
- Russland – 500 2S19/M1 und 320 2S19M2[25]
- Ukraine – 40
- Venezuela – 48

Quellen: